# (2868) Upupa
(2868) Upupa est un astéroïde de la ceinture principale.

## Description
(2868) Upupa est un astéroïde de la ceinture principale. Il fut découvert par Paul Wild le 30 octobre 1972 à l'observatoire Zimmerwald. Il présente une orbite caractérisée par un demi-grand axe de 2,81 UA, une excentricité de 0,173 et une inclinaison de 7,55° par rapport à l'écliptique.
Il fut nommé d'après les oiseaux de la famille des Upupidae.

## Compléments